# Иорданская кухня
Иорданская кухня — ближневосточная кухня Иордании.
Из мяса, которое является важным компонентом кухни, едят ягнятину, говядину, курицу и иногда козлятину и верблюжатину. Важную роль играет рис. Иордания — крупнейший производитель оливкового масла, поэтому оно в основном и используется для готовки. В качестве специи используют смесь трав заатар. К еде часто подается йогурт. Прием пищи принято начинать с супов.
Из сладостей популярны пахлава, кнафе.
Часто едят мезе.

## Напитки
Чай (обычно чёрный) и кофе (турецкий и арабский). Салеп.